# Marlis Steinert
Marlis Steinert (née Marlis Gertrud Johanna Dalmer ; 1922-2005) est une historienne allemande.

## Biographie
Elle obtient son doctorat de l'Université de la Sarre, sous la direction de Jean-Baptiste Duroselle en 1956. Elle assiste ensuite Jacques Freymond dans ses recherches pour l'ouvrage Le conflit sarrois, 1945-1955. 
Elle devient ensuite professeure à l'Institut universitaire de hautes études internationales, où elle enseigne jusqu'à sa retraite en 1988.
Elle participe à la fondation de la revue Relations internationales en 1972, et prend la coprésidence du comité éditorial avec Pierre Guillen en 1982. Elle laissera sa place à Pierre Du Bois en 1998.

### Sujets d'étude
Elle travaille particulièrement sur l'histoire de l'Allemagne nazie, publiant entre autres une biographie d'Adolf Hitler. Dans ses travaux, elle soutient notamment que la population allemande n'était pas consciente de l'immensité des atrocités commises contre les juifs.
Elle étudie et enseigne également les relations internationales, en particulier la politique étrangère des Etats-Unis et du Japon.

### Vie privée
Elle épouse le médecin et futur photographe Otto Steinert en 1943.